# 平萼乌饭
平萼乌饭（学名：Vaccinium truncatocalyx）为杜鹃花科越桔属下的一个种。

## 扩展阅读
- 維基物種上的相關：平萼乌饭